# Michel Rio
Michel Rio Va obtenir la llicenciatura i màster en Ensenyament de Lletres Modernes a la Universitat de Caen. Llicenciat en Semàntica a l'Escola d'Alts Estudis en Ciències Socials de París, on també va cursar estudis de doctorat. Entre el 1972 i el 1981 va treballar per a les editorials franceses: Les Lettres Nouvelles -Maurice Nadeau, Hachette i Bordas. Des de 1981 es dedica exclusivament a escriure.
És autor de més de quinze novel·les, entre les quals destaquen: Melancolía norte (1982), Premi Société des Gens de Lettres, La percha del loro (1983), Gran premi Société des Gens de Lettres, Alisios (1984), premi dels Creadors, Archipel (1987), Merlín (1989), Faux pas (1991), Primer premi C.E. Renault, El principio de incertidumbre (1993), La estatua de la libertad (1997), Morgana (1999), Arthur (2001) i La Terre gaste, Leçon d'abîme (2003), Sans songer à mal (2004), Merlin, le faiseur de rois (2006), Coupe réglée (2009), Le Vazaha san terre (2011), Une comédie américaine (2013).
També ha publicat llibres de contes, com Les aventures des Oiseaux-Fruits (1978) i Les Polymorphes (1991), amb il·lustracions del mateix autor, i el llibret de l'òpera infantil, Un roi sans soleil (1975), amb música de Sergio Ortega. A més a més ha cultivat el gènere del teatre -L'Ouroboros (1985), Baleine pied-de-poule (1990), Script (2002)-, i de l'assaig, com Le rêveur et le logicien (1987), Rêve de logique (1992), entre d'altres.